# Мінаб (річка)

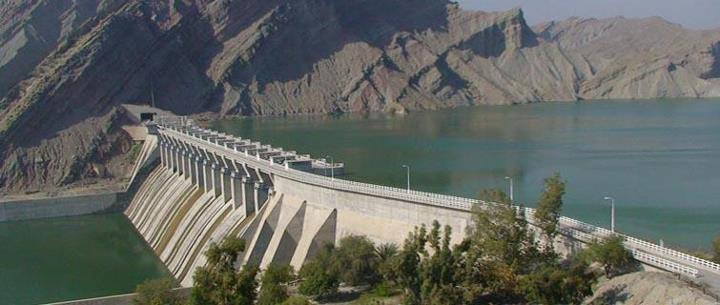
Водосховище Мінаб

Мінаб (перс. میناب) — річка в Ірані, що розташована у провінції Хормозґан, на північному узбережжі Перської затоки. Це одна з самих повноводних і великих річок південної частини країни, яку утворюють дві маленькі річки: Рудан і Джагін, вони перетинаються поблизу села Берентін, в 25-ти кілометрах від однойменного міста Мінаб. Річка Рудан бере свій початок в горах Глашгард на заході міста Кехнудж, річка Джагін - з південно-східних висот Мануджана. Місто Мінаб розташоване на обох берегах річки, що робить його зеленим і привабливим для відвідування туристами. Річка Мінаб впадає в Ормузьку протоку недалеко від міста Сірік. Тут ростуть вічнозелені листяні ліси — мангри.

## Дамба на річці Мінаб
Річка огороджена дамбою, довжина якої становить два кілометри. Дослідження для споруди дамби Мінаб проводилися у 1960 році, а в 1975 році почалися перші роботи з її спорудження. У 1984 році водосховище здано в експлуатацію. Дамба становить 59 метрів у висоту. Вона була споруджена для захисту територій культивування від затоплень. Дамба формує водосховище, яке сприяє озелененню прилеглої території, зокрема, забезпечуються водою промислові підприємства та сільськогосподарські угіддя міст Бендер-Аббас і Мінаб. Великий обсяг запасів водосховища використовується як джерело питної води. 

## Рослинний і тваринний світ
По обох берегах річки розкинулися пальмові гаї і інші дикі дерева. В період повені річка Мінаб чудово удобрює ґрунт і сприяє кращому розвитку рослинності на своїх берегах. Ця територія також славиться багатим сільськогосподарським урожаєм і креветками з Ормузької протоки.
Річка Мінаб одна з найбільш привабливих пам'яток і популярних рекреаційних ресурсів Ірану. Вона відіграє важливу роль у внутрішній транспортній системі провінції Хормозган, а також приносить великий улов місцевим рибалкам. В останні роки рівень води в ній значно зменшився через буріння свердловин на полях річки Рудан.